# Koloběh kyslíku

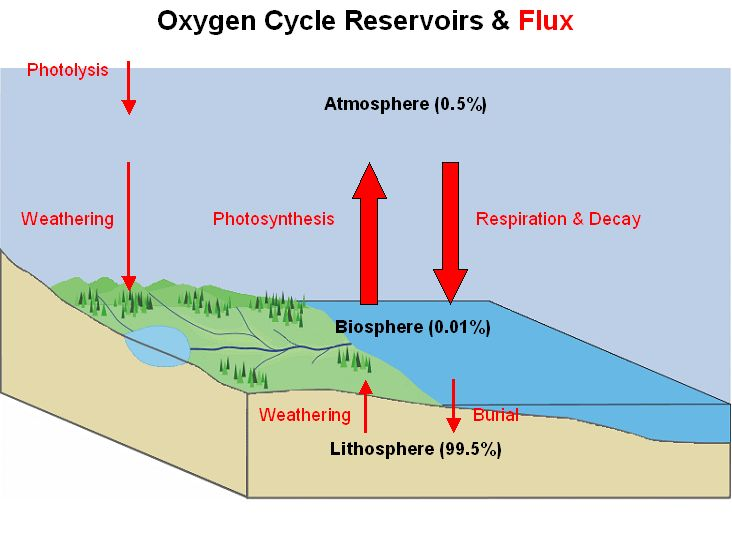
Koloběh kyslíku

Koloběh kyslíku je biogeochemický cyklus kyslíku, který koluje mezi třemi hlavními rezervoáry tohoto prvku na zemi - zemskou atmosférou, biosférou a litosférou. Hlavní pohonnou silou tohoto cyklu je fotosyntéza, která je rovněž zodpovědná za složení současné zemské atmosféry.

## Vznik volného kyslíku
Zdaleka největším rezervoárem kyslíku na Zemi jsou oxidy v zemské kůře a zemském plášti (99,5 %). Pouze 0,01 % je volný kyslík v biosféře a 0,36 % v atmosféře. Hlavním zdrojem kyslíku v biosféře a atmosféře je fotosyntéza, při níž se mimo jiné rozkládá voda na kyslík a oxid uhličitý je přeměňován na jednoduchý cukr:
6CO2 + 6H2O + energie → C6H12O6 + 6O2
Mezi fotosyntetizující (fotoautotrofní) organismy patří zelené rostliny, ale i fytoplankton v oceánech. Drobné sinice rodu Prochlorococcus jsou nejpočetnějšími fotosyntetizujícími organismy - zodpovídají za více než polovinu fotosyntetické aktivity volného oceánu.
Kyslík může vznikat i při biologickém zvětrávání. Při tomto procesu některé organismy získávají minerály (živiny) z oxidů a přebytečný kyslík vypouští.

### Děje ve stratosféře
Ve stratosféře vzniká kyslík fotolýzou, při němž ultrafialové záření rozkládá molekuly vody[zdroj⁠?!] a oxidu dusného.
2H2O + energie → 4H + O2
2N2O + energie → 4N + O2
Volné atomy dusíku a vodíku částečně utíkají do vesmíru, zatímco kyslík zůstává v atmosféře.

## Ztráty volného kyslíku
Hlavní ztráty kyslíku z atmosféry způsobuje respirace (dýchání živočichů) a dekompozice (rozklad organických látek). Při těchto dějích živočichové a bakterie pohlcují kyslík a vypouští (spalují ho na) oxid uhličitý.
Chemické zvětrávání hornin kyslíkem ale rovněž spotřebuje velké množství kyslíku, jak je vidět z rovnice
4FeO + 3O2 → 2Fe2O3
Kyslík se přenáší také mezi biosférou a litosférou. Mořské organismy v biosféře tvoří schránky z uhličitanu vápenatého (CaCO3), který je bohatý na kyslík. Když organismy uhynou, schránky se uloží na dně moře a postupem času tvoří minerál vápenec.